# Pequot Lakes
Pequot Lakes és una població dels Estats Units a l'estat de Minnesota. Segons el cens del 2000 tenia 947 habitants.

## Demografia
Segons el cens del 2000, Pequot Lakes tenia 947 habitants, 479 habitatges, i 231 famílies. La densitat de població era de 252,2 habitants per km².
Dels 479 habitatges en un 23,6% hi vivien nens de menys de 18 anys, en un 36,5% hi vivien parelles casades, en un 9,8% dones solteres, i en un 51,6% no eren unitats familiars. En el 47,6% dels habitatges hi vivien persones soles el 24,4% de les quals corresponia a persones de 65 anys o més que vivien soles. El nombre mitjà de persones vivint en cada habitatge era d'1,96 i el nombre mitjà de persones que vivien en cada família era de 2,81.
Per edats la població es repartia de la següent manera: un 23,9% tenia menys de 18 anys, un 8,7% entre 18 i 24, un 24,8% entre 25 i 44, un 19,5% de 45 a 60 i un 23,1% 65 anys o més.
L'edat mediana era de 39 anys. Per cada 100 dones de 18 o més anys hi havia 76,7 homes.
La renda mediana per habitatge era de 23.813 $ i la renda mediana per família de 35.000 $. Els homes tenien una renda mediana de 28.355 $ mentre que les dones 18.816 $. La renda per capita de la població era de 16.275 $. Entorn de l'11,5% de les famílies i el 14,8% de la població estaven per davall del llindar de pobresa.

## Poblacions més properes
El següent diagrama mostra les poblacions més properes.